# Ventrilo
Ventrilo (сокращённо — Vent) — компьютерная программа, система голосового общения в IP-сетях (VoIP). Основное её предназначение — это голосовое общение в командных компьютерных играх, таких, как Call of Duty, Counter-Strike, Dota, Aion и различных играх жанра MMORPG. Программа может активизироваться как кнопкой клавиатуры или мыши, так и уровнем голоса.
Клиентская и серверная версия Ventrilo бесплатны для использования до 8 человек. Есть неофициальная версия Ventrilo для iPhone и iPod Touch — Ventrilode. В основном Ventrilo использует два кодека — GSM Full Rate и Speex.

## Преимущества
- Относительно высокое качество звука.
- В режиме активизации по голосу Ventrilo также «перехватывает» активацию голоса по «горячей» клавише клавиатуры (как и Mumble).
- Малый размер программы (так же, как и TeamSpeak).

## Недостатки
- Жёсткая лицензия на сервер (бесплатно — до 8 человек, требование своевременного обновления ПО).

## В мировой культуре
Программа часто упоминается в песне «Vi sitter i Ventrilo och spelar DotA» исполнителя Basshunter .

Vi sitter här i Venten och spelar lite Dota

Примерный перевод:

Мы сидим в Vent’е и играем в Dota